# Mnioes garnes
Mnioes garnes är en stekelart som beskrevs av Ugalde och Ian D. Gauld 2002. Mnioes garnes ingår i släktet Mnioes och familjen brokparasitsteklar. Inga underarter finns listade i Catalogue of Life.